# سرتشاوة
سرتشاوة هي قرية في مقاطعة سردشت، إيران. عدد سكان هذه القرية هو 110 في سنة 2006.